# Торк'яра
Торк'яра (італ. Torchiara) — муніципалітет в Італії, у регіоні Кампанія,  провінція Салерно.
Торк'яра розташований на відстані близько 280 км на південний схід від Рима, 90 км на південний схід від Неаполя, 50 км на південний схід від Салерно.
Населення — 1845 осіб (2014).
Щорічний фестиваль відбувається 6 серпня. Покровитель — Найсвятіший Спаситель.

## Демографія
Населення за роками:

Станом на 1 січня 2023 року в муніципалітеті офіційно проживав 91 іноземець з 17 країн, серед них 37 громадян країн Євросоюзу та 18 громадян України.

## Сусідні муніципалітети
- Агрополі
- Лауреана-Чиленто
- Лустра
- Приньяно-Чиленто
- Рутіно